# Bartosz Kurek (ekonomista)
Bartosz Wincenty Kurek – polski ekonomista, doktor habilitowany nauk ekonomicznych, profesor na Uniwersytecie Ekonomicznym w Krakowie, specjalista od rachunkowości.

## Kariera naukowa
W 2004 roku został zatrudniony na Uniwersytecie Ekonomicznym w Krakowie, gdzie w 2007 roku na jego  Wydziale Zarządzania uzyskał stopień doktora nauk ekonomicznych. W 2019 roku Wydział Finansów i Prawa tej samej uczelni nadał mu stopień doktora habilitowanego nauk ekonomicznych na podstawie pracy pt. Zawartość informacyjna transakcji pakietowych akcjami.